# Temelucha obliqua
Temelucha obliqua là một loài tò vò trong họ Ichneumonidae.